# Гюмбрештсоффен
Гюмбрештсоффен (фр. Gumbrechtshoffen) — коммуна на северо-востоке Франции в регионе Гранд-Эст (бывший Эльзас — Шампань — Арденны — Лотарингия), департамент Нижний Рейн, округ Агно-Висамбур, кантон Рейшсоффен. До марта 2015 года коммуна административно входила в состав упразднённого кантона Нидербронн-ле-Бен (округ Агно).
Площадь коммуны — 5,4 км², население — 1227 человек (2006) с тенденцией к снижению: 1139 человек (2013), плотность населения — 210,9 чел/км².

## Население
Население коммуны в 2011 году составляло 1177 человек, в 2012 году — 1159 человек, а в 2013-м — 1139 человек.
| 1962 | 1968 | 1975 | 1982 | 1990 | 1999 | 2006 | 2008 | 2011 | 2012 | 2013 |
| ---- | ---- | ---- | ---- | ---- | ---- | ---- | ---- | ---- | ---- | ---- |
| 1091 | 1092 | 1063 | 1098 | 1186 | 1226 | 1227 | 1219 | 1177 | 1159 | 1139 |

Динамика населения:

## Экономика
В 2010 году из 799 человек трудоспособного возраста (от 15 до 64 лет) 621 были экономически активными, 178 — неактивными (показатель активности 77,7 %, в 1999 году — 72,1 %). Из 621 активных трудоспособных жителей работали 573 человека (322 мужчины и 251 женщина), 48 числились безработными (24 мужчины и 24 женщины). Среди 178 трудоспособных неактивных граждан 33 были учениками либо студентами, 79 — пенсионерами, а ещё 66 — были неактивны в силу других причин.